# Borohrádek
Borohrádek (německy Heideburg) je město v okrese Rychnov nad Kněžnou v Královéhradeckém kraji. Žije zde přibližně 2 100 obyvatel. Status města si drží od roku 1971. Katastrální území Borohrádek a Šachov měří 1 398 ha. Z toho je 502 ha zemědělské půdy, 573 ha lesní půdy, vodní plocha činí 43 ha a zastavěné území má plochu 29 ha.

## Historie

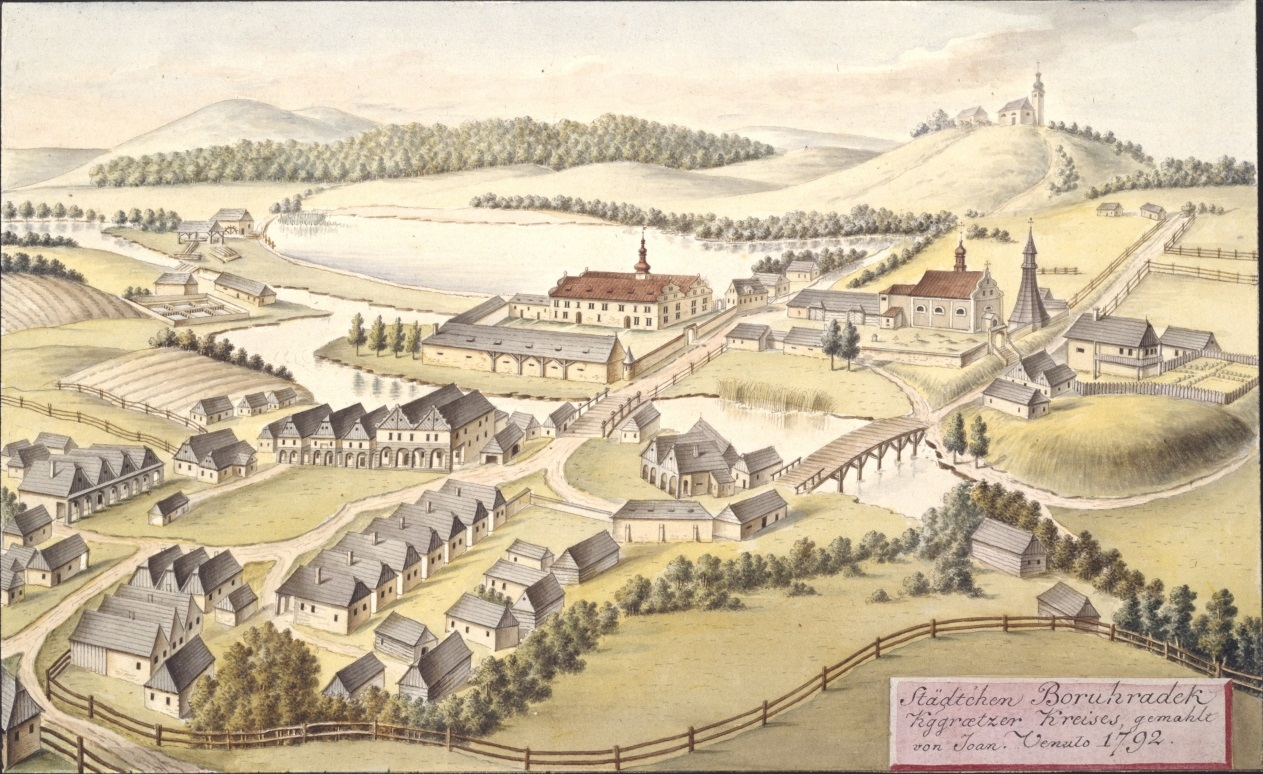
Městečko Borohrádek, kresba Johanna Venuta z roku 1792

V různých pramenech se Borohrádek nachází i pod názvy: Hrádek, Bor, Boruhrádek nebo Bolehrádek. Prvním známým držitelem obce Borohrádek byl Jaroslav z Borohrádku. Ten společně se Ctiborem z Uherska porazil mezi Uherskem a Opočnem u Trusnova vojska Fridricha I. Habsburského. První zmínka o panství Borohrádek (patřící v té době k Potštejnu) pochází z roku 1342. Tehdy tvrz, městečko a 15 vesnic získala po dlouhých sporech Eliška, vdova po Mikuláši z Potštejna, který zahynul při dobytí hradu Potštejna markrabětem Karlem roku 1339.
Tvrz často střídala své majitele. V 16. století ji drželi Lickové z Rýzmburka, než panství roku 1582 koupil za 12 600 kop grošů českých pražský patricij a obchodník Kryštof Betengel starší z Najenperka, který v roce 1587 přikoupil i nedaleký Rychnov nad Kněžnou a na dlouhá léta obě panství spojil. Betenglové areál původní tvrze přestavěli, značně rozšířili panský dům i k němu přiléhající poplužní dvůr. Renesanční podoba stavby se však nedochovala, neboť po požáru v roce 1811 byl na místě tvrze v letech 1816–1820 vystavěn empírový zámeček, který sloužil pro občasné ubytování majitelů a úředně-správním účelům. Dnes objekt zámku slouží jako domov důchodců.
V Borohrádku se nachází raně barokní kostel sv. Archanděla Michaela, vybudovaný v letech 1669–1673. Má cennou freskovou výzdobu a barokní a rokokové zařízení. Na oltáři českých patronů byl gotický deskový obraz Panny Marie z roku 1440. Na jeho místě se nyní nachází kopie, neboť originál byl ukraden. Přímo naproti kostelu stojí starobylá fara a sousoší Nejsvětější Trojice, na nedalekém náměstí sousoší Panny Marie. To bylo zrestaurováno roku 1999. Na hřbitově se nachází stavba dřevěné zvonice a novogotická hrobka.
Podle dochovaného pečetidla měla obec již od 15. století městský znak. Od roku 1997 je město držitelem městského praporu, který tvoří pět vodorovných pruhů: modrý, červený, bílý, zelený a modrý v poměru 2:1:1:1:2.

## Přírodní poměry
Borohrádek se nachází v oblasti pod Orlickými horami, povrch v okolí je tedy převážně rovinatý. Obklopen je téměř ze všech stran borovicovými lesy (proto Borohrádek). Ty jsou spíš rekreačního charakteru s několika lesními stezkami. Na podzim se stávají borohrádecké lesy oblíbeným místem houbařů z okolí.
Správním územím města protéká Tichá Orlice, jejíž tok a přilehlé pozemky zde jsou součástí přírodní památky Orlice. Přírodní koupaliště Splav a Písák jsou často navštěvovanými lokalitami v horkých letních dnech. Poblíž města Borohrádek se nachází přírodní památka Vodní tůň, slepé rameno řeky Tiché Orlice s břehovými porosty.
V roce 2002 v Šachově Michal Matějka objevil unikátní fosílii svrchnokřídové ryby rodu Xiphactinus. Tato obří dravá ryba zde žila v mělkém křídovém moři v době před zhruba 86 miliony let.

## Obyvatelstvo
| Rok            | 1869  | 1880  | 1890  | 1900  | 1910  | 1921  | 1930  | 1950  | 1961  | 1970  | 1980  | 1991  | 2001  | 2011  | 2021  |
| -------------- | ----- | ----- | ----- | ----- | ----- | ----- | ----- | ----- | ----- | ----- | ----- | ----- | ----- | ----- | ----- |
| Počet obyvatel | 1 559 | 1 663 | 1 634 | 1 631 | 1 714 | 1 732 | 2 020 | 1 609 | 1 908 | 2 049 | 2 169 | 2 129 | 2 081 | 2 081 | 1 944 |
| Počet domů     | 217   | 205   | 206   | 215   | 235   | 274   | 336   | 403   | 446   | 425   | 441   | 490   | 505   | 511   | 527   |

## Doprava

### Silniční doprava
Borohrádkem prochází silnice I/36 a krajské silnice II. třídy č. 305 a č. 317.

### Železniční doprava
Ve městě se nachází železniční stanice Borohrádek, která leží na celostátní elektrifikované dráze Hradec Králové - Choceň a také odsud odbočuje regionální neelektrifikovaná dráha Borohrádek - Chrudim.
V roce 2011 Pardubický kraj rozhodl o zastavení pravidelné osobní železniční dopravy mezi Holicemi a Borohrádek a jejím nahrazením autobusovou dopravu. Od jízdního řádu 2015 je po celé délce trati obnoven provoz pravidelné osobní železniční dopravy.

### Autobusová doprava
Ve městě se nachází autobusové nádraží. V Borohrádku se nacházejí další zastávky: železniční stanice, škola (ulice T. G. Masaryka) a Havlíčkova.
Pravidelné autobusové linky veřejné dopravy směřují do Pardubic, Holic, Kostelce nad Orlicí, Vamberka, Rychnova nad Kněžnou, Chocně, Týniště nad Orlicí a dalších míst. V autobusech i ve vlacích platí krajský integrovaný dopravní systém Královéhradeckého a Pardubického kraje IREDO.

## Školství
V Borohrádku se nachází jedna mateřská škola a dvě základní školy:
- Mateřská škola Borohrádek, Husova 530
- Základní škola T. G. Masaryka Borohrádek, T. G. Masaryka 396
- Církevní základní škola Borohrádek, Nádražní 233

## Pamětihodnosti
- Zámek Borohrádek - empírový zámek, vystavěn po požáru tvrze, současná podoba vznikla v letech 1816–1820, nyní slouží jako domov důchodců
- Panský pivovar Borohrádek - původní pivovar byl postaven v 16. století, dnes budova slouží pro výrobce nábytku
- Kostel Archanděla Michaela - raně barokní kostel postavený v letech 1669–1673
- Kostel Nejsvětější Trojice - římskokatolický, filiální kostel v Šachově, části města Borohrádek
- Dřevěná zvonice v areálu hřbitova
- Sousoší Panny Marie na náměstí
- Sousoší Nejsvětější Trojice u fary
- Kamenný krucifix na křižovatce Havlíčkovy a Tyršovy ulice
- Pískovcový kříž v Nádražní ulici
- Busta Tomáše Garrigua Masaryka
- Vila Malijovských - romanticky novorenesanční vila postavená v letech 1902–1904 podle návrhu Aloise Dlabače
- Pozůstatky památného Žižkova dubu (někdejší obvod kmene 620 cm, již zanikl)

## Osobnosti
- Bernard Janeček (1814–1887) –  velitel ve slovenském povstání (1848–1849)
- Josef Kossek (1780–1858) – malíř miniatur a hodinář
- Josef Kudláček (1830–1909) – průmyslník, konstruktér a strojírenský podnikatel,
- Ferdinand Ludvík Libštejnský z Kolovrat (1621–1701) – český šlechtic, císařský komorník a velkopřevor Řádu maltézských rytířů

## Fotogalerie

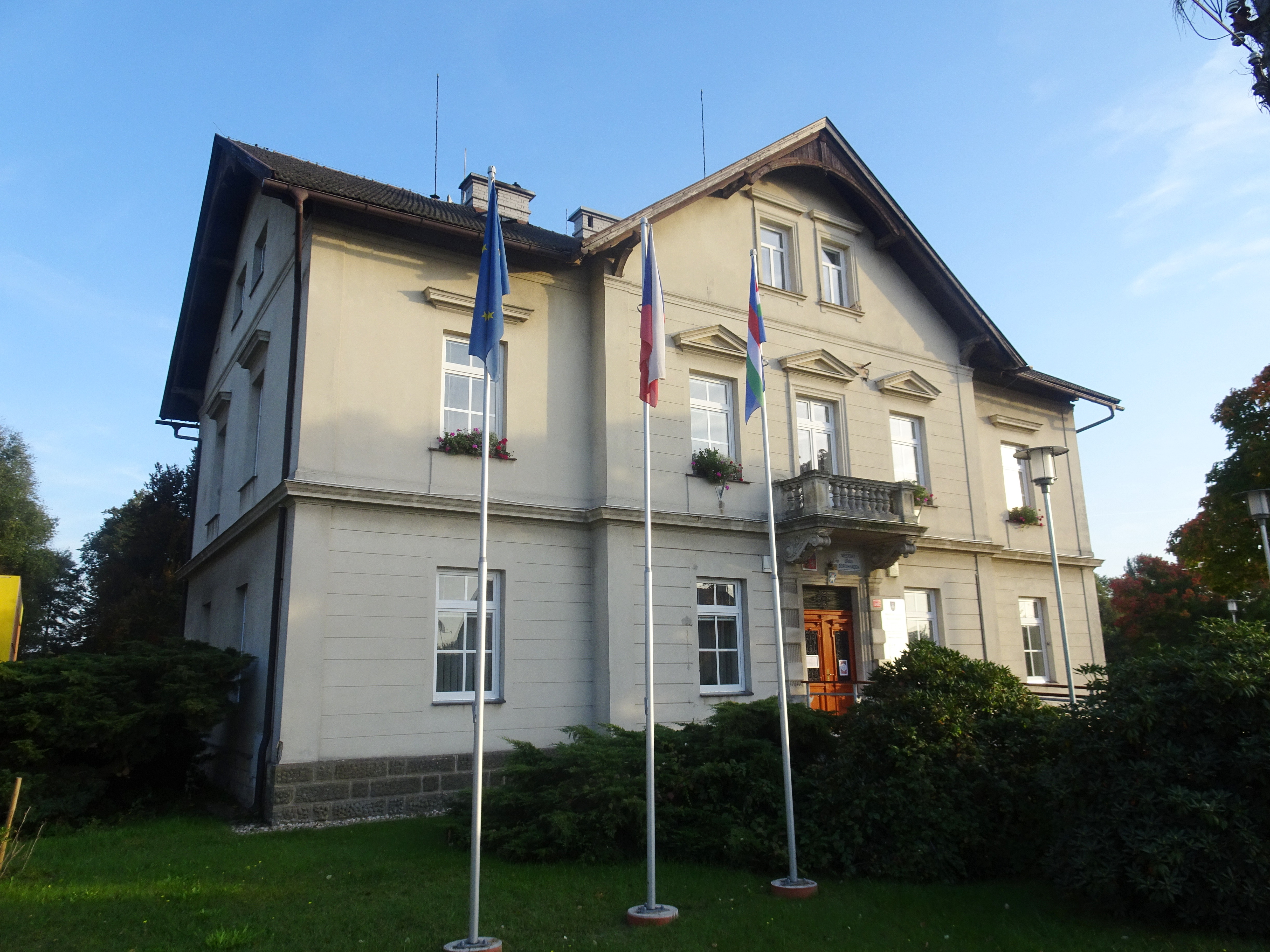
Městský úřad
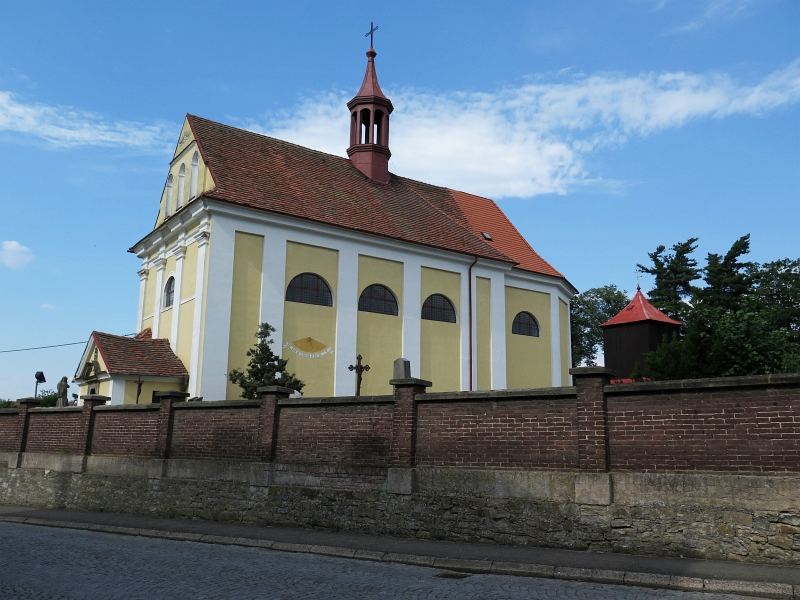
Kostel Archanděla Michaela
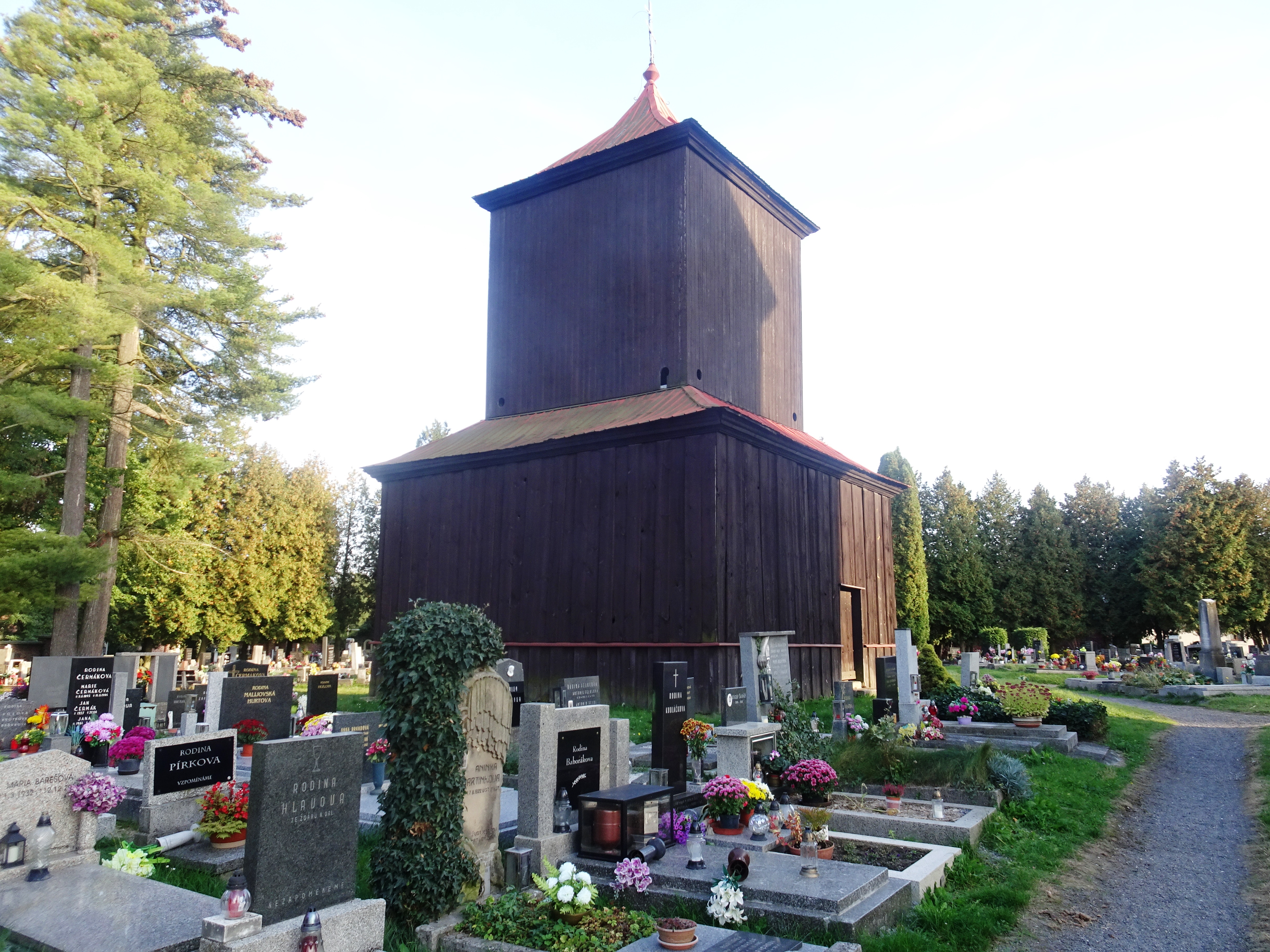
Dřevěná zvonice
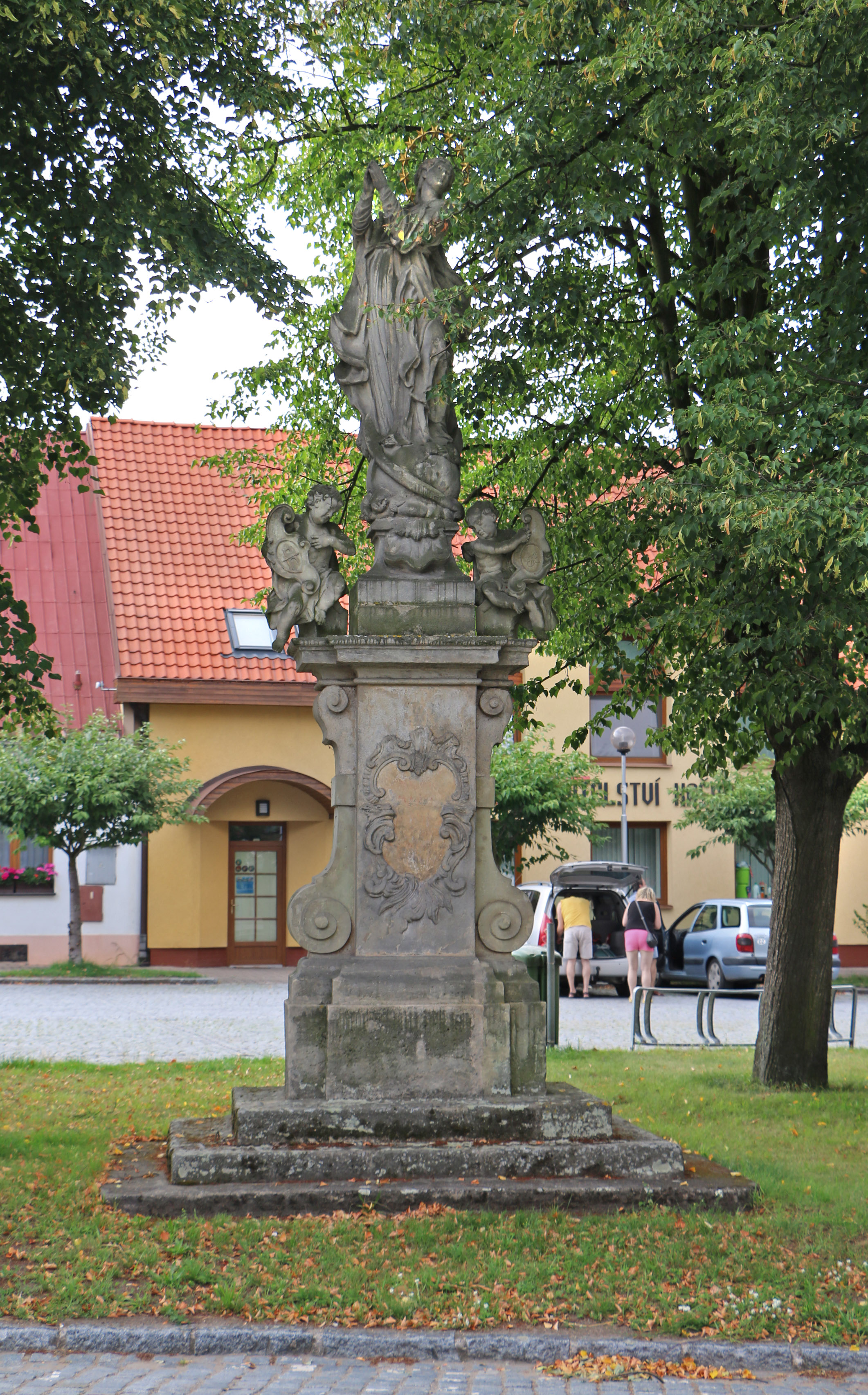
Sousoší Panny Marie
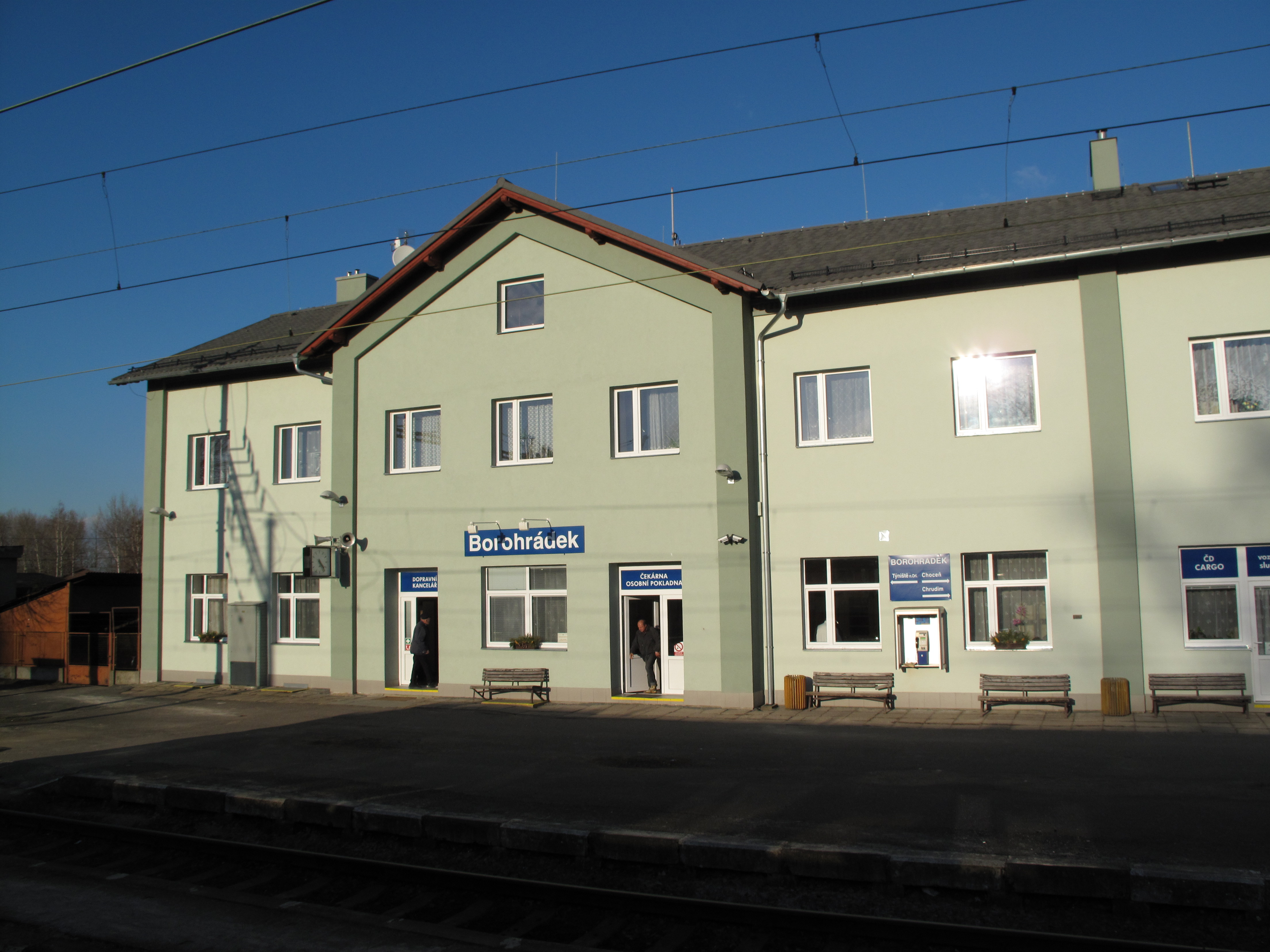
Železniční stanice
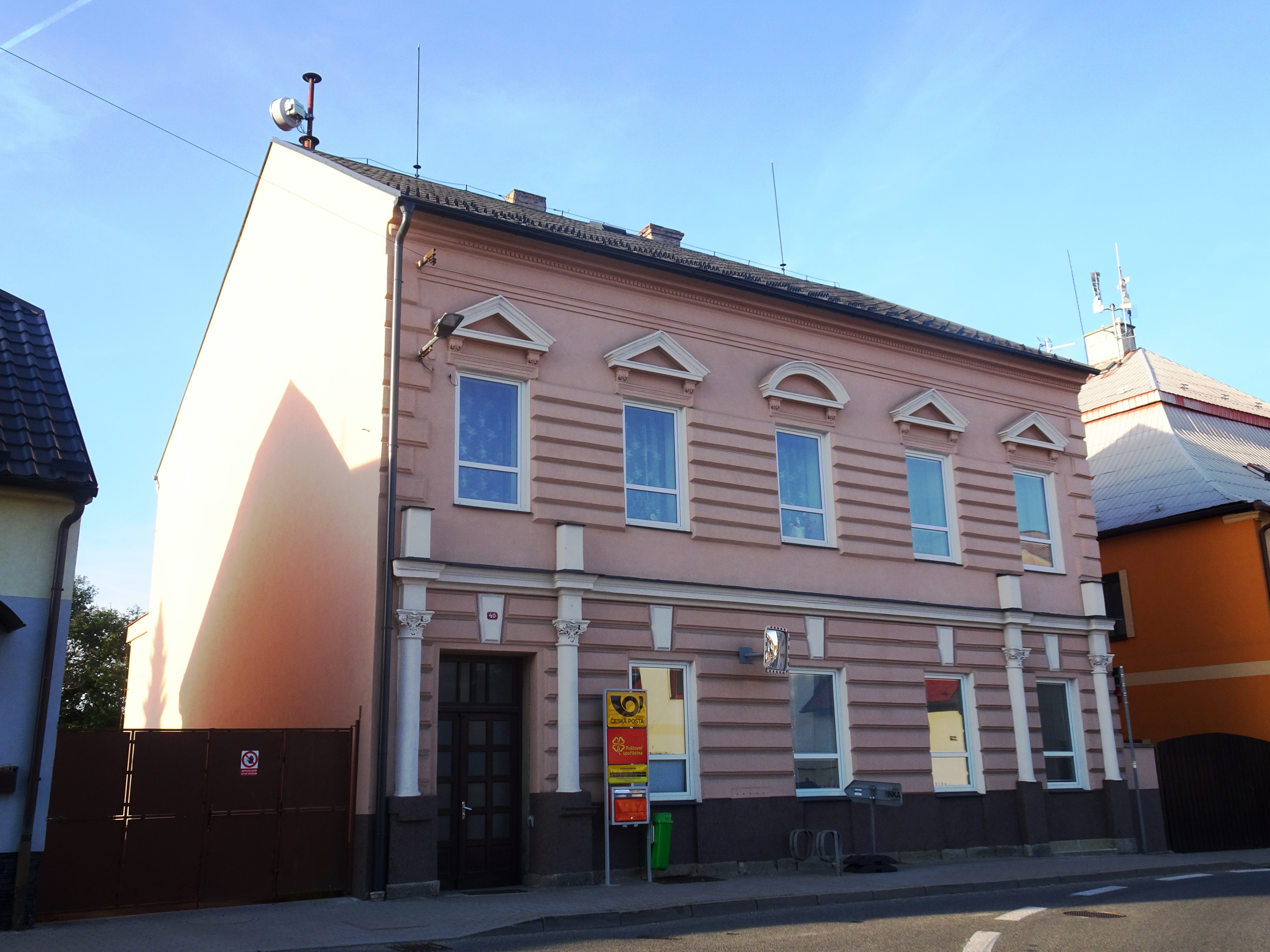
Pošta
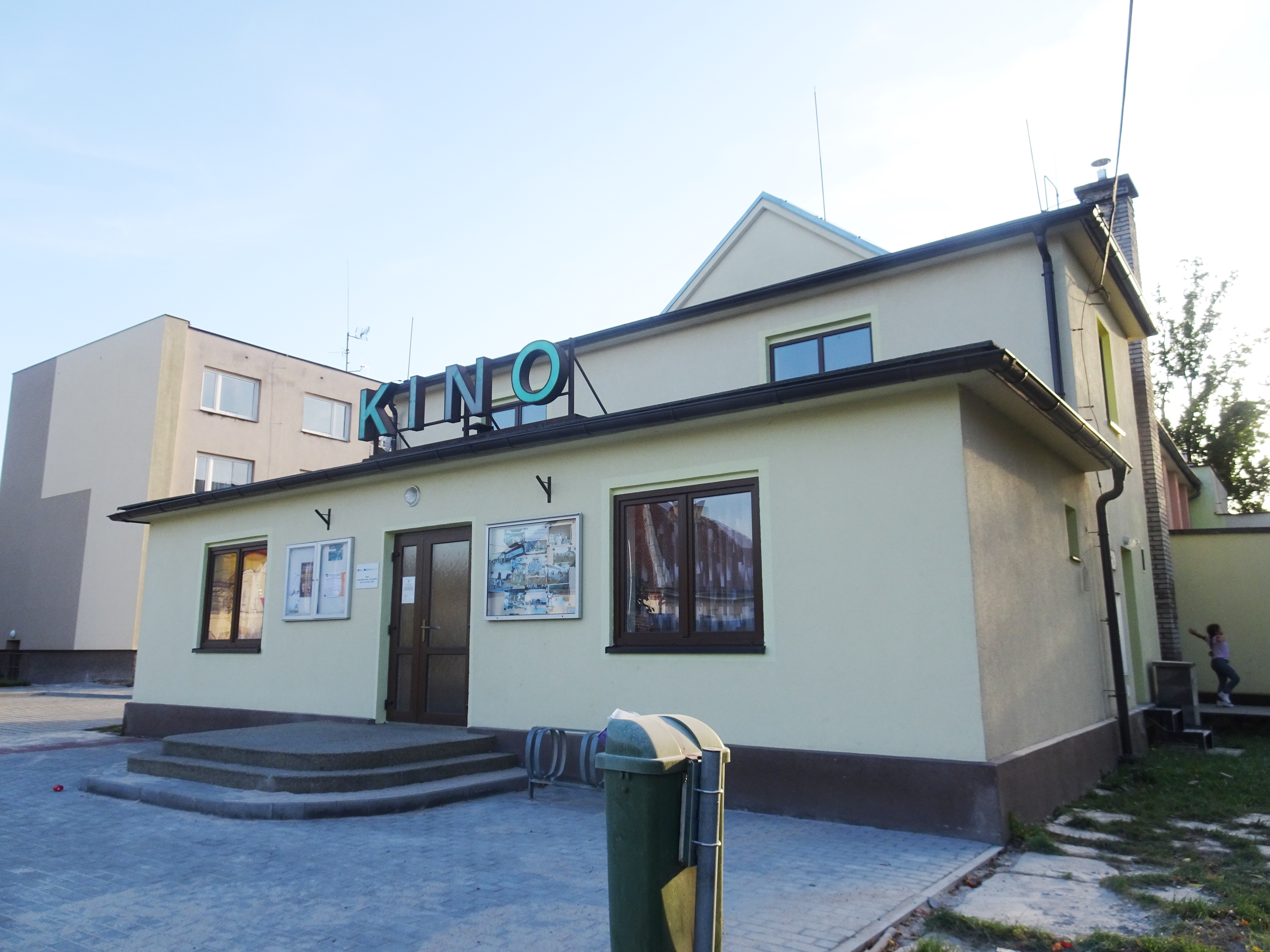
Kino
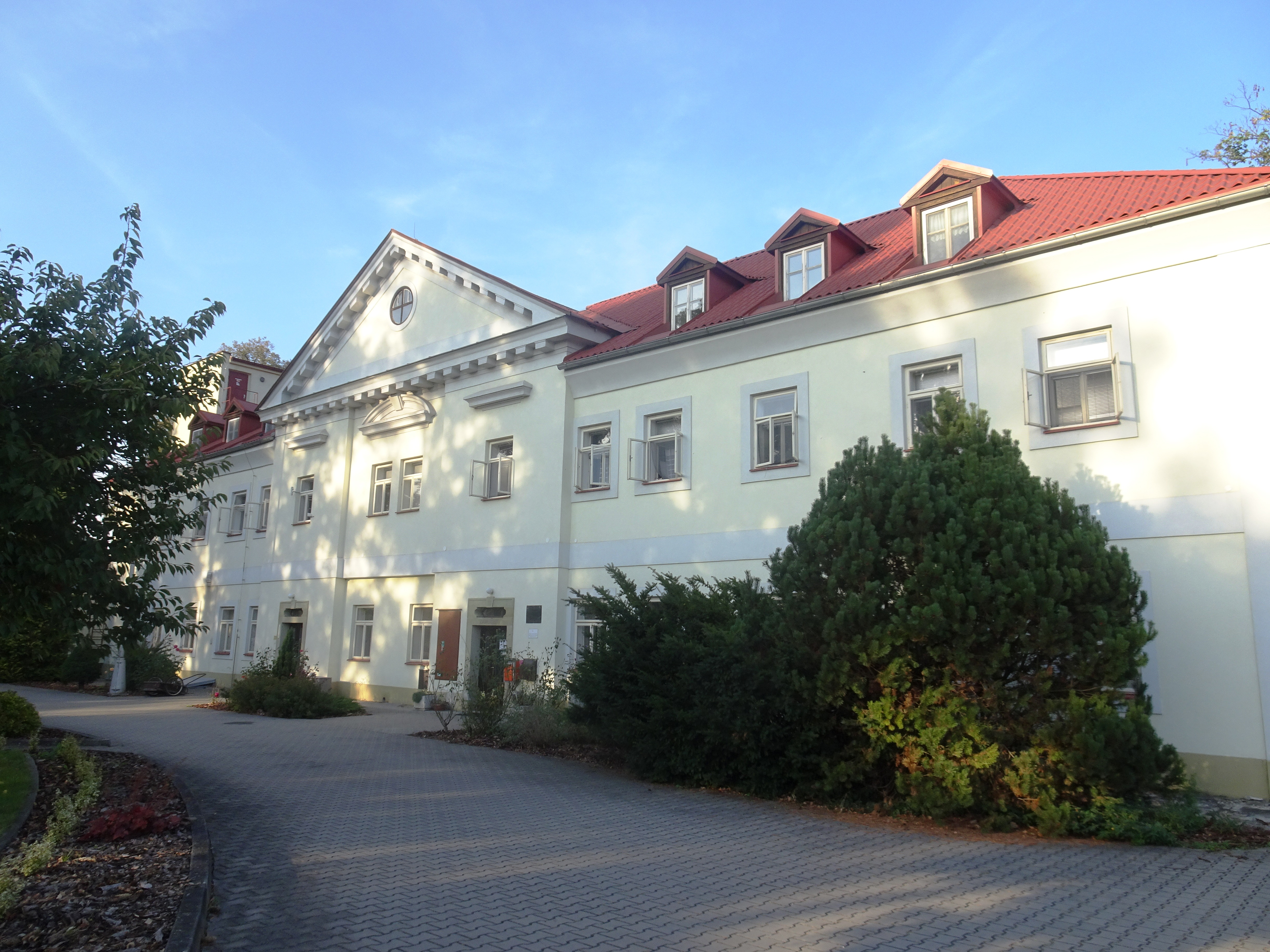
Zámek
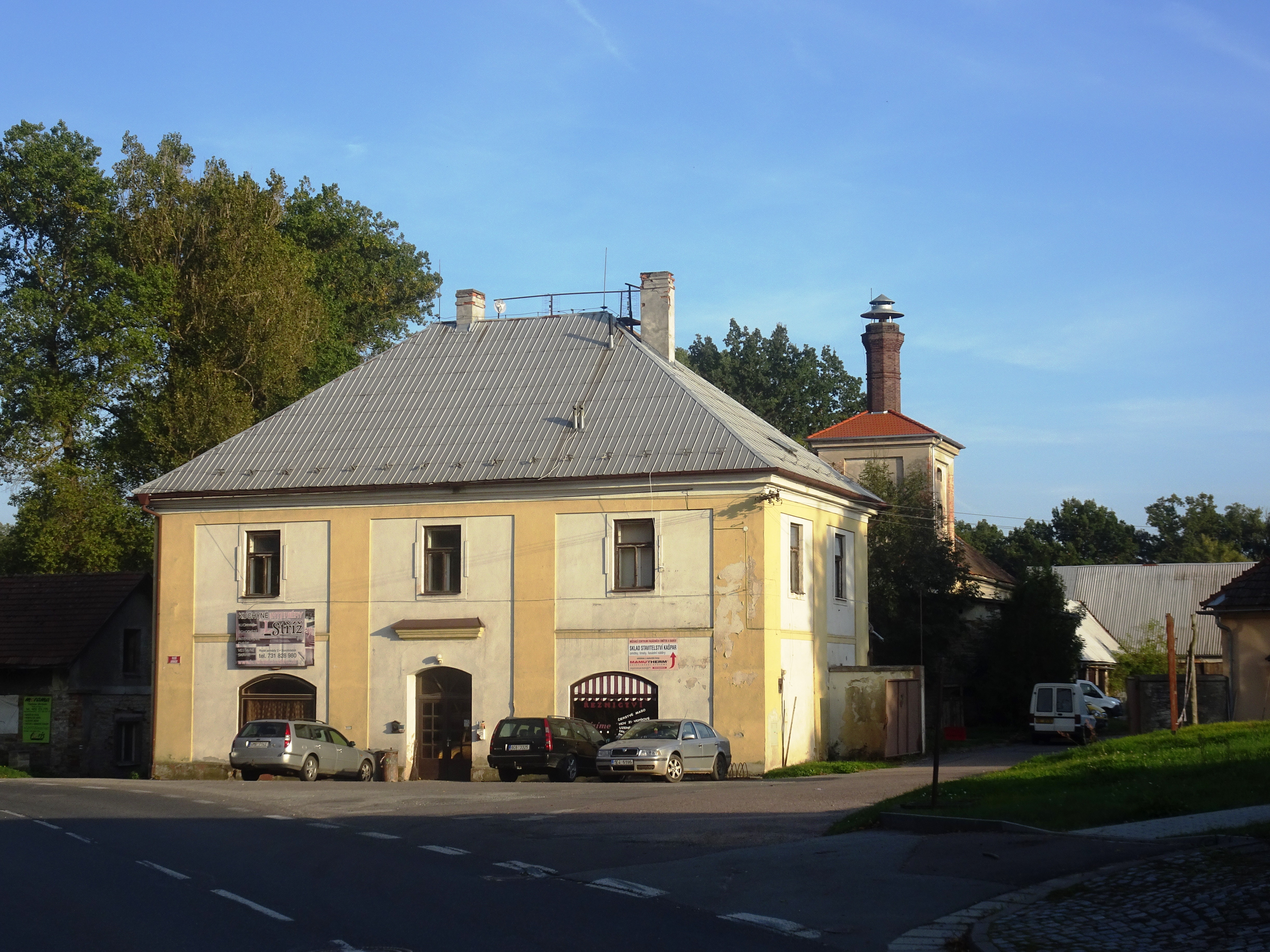
Bývalý pivovar
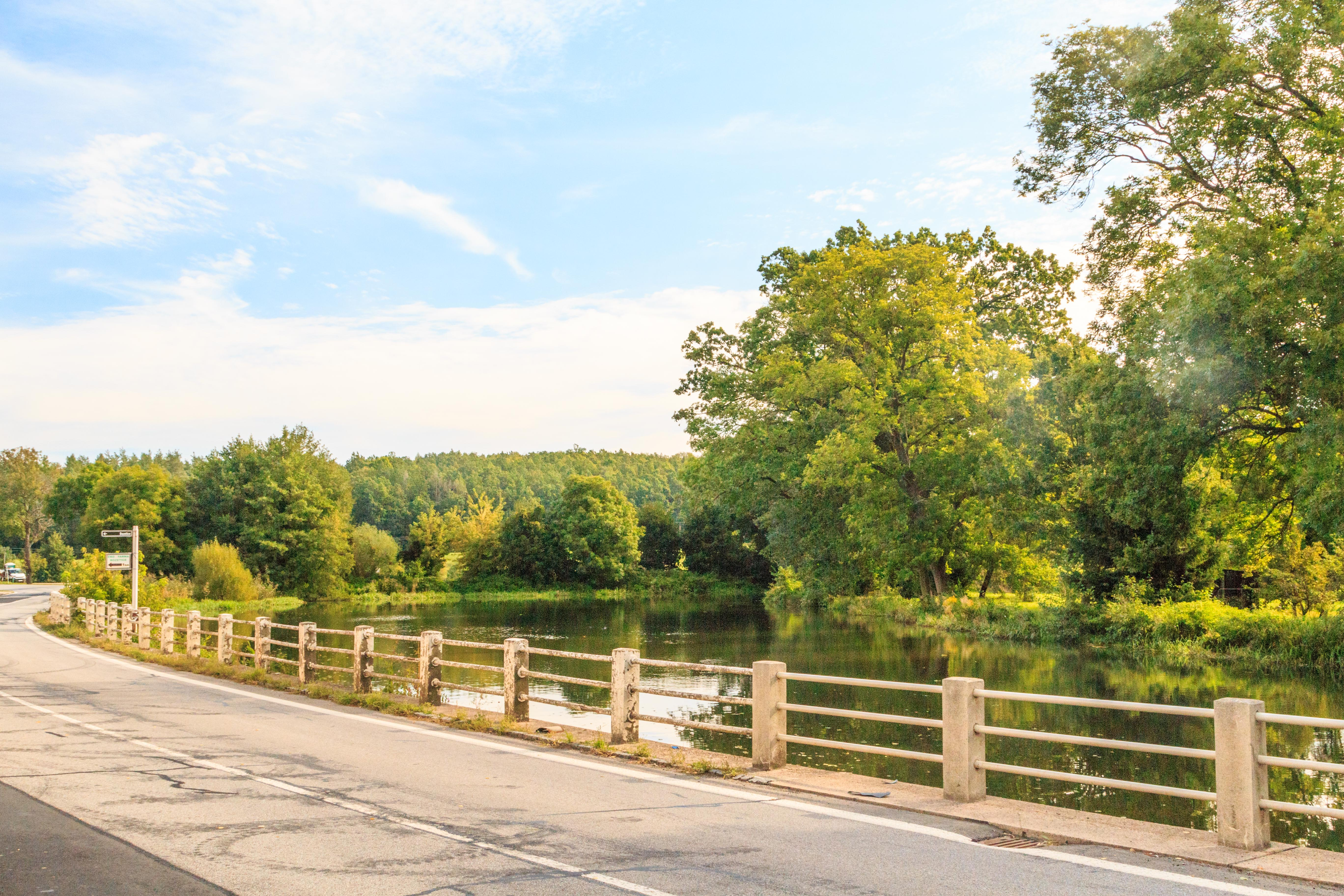
Mlýnský náhon
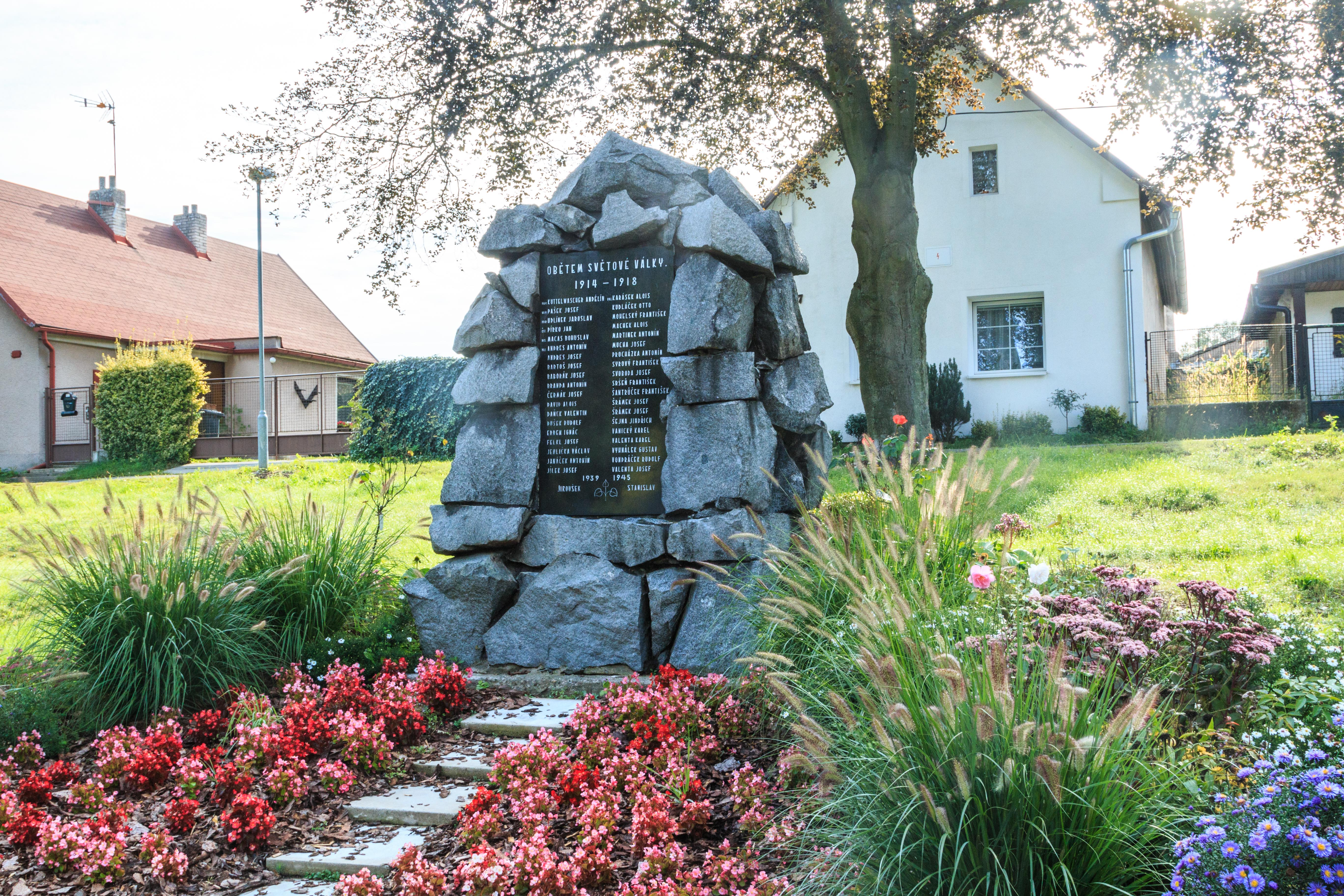
Pomník padlých
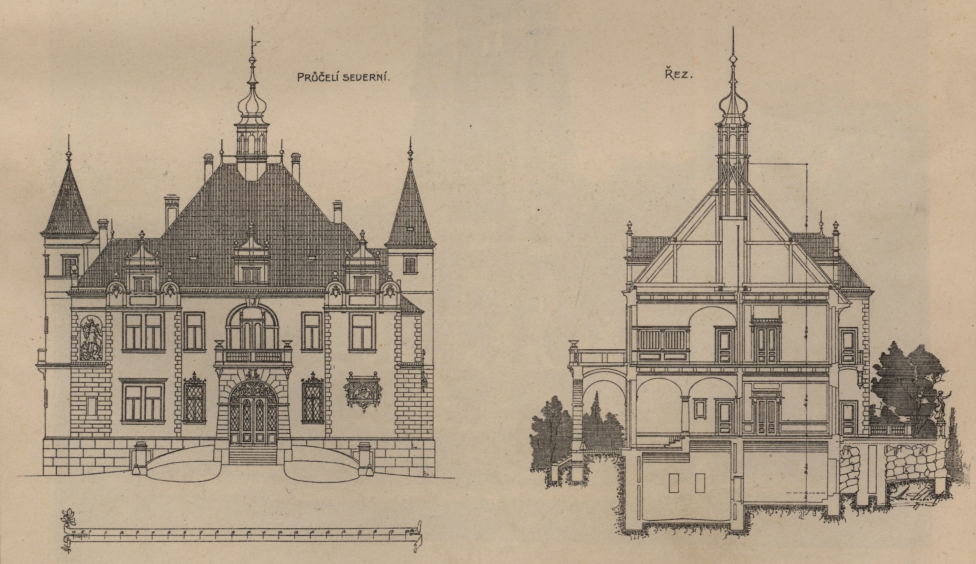
Vila Malijovských (architektonický výkres z r. 1902)